# Парсонс, Уильям, 5-й граф Росс
Уильям Эдвард Парсонс, 5-й граф Росс (англ. William Edward Parsons, 5th Earl of Rosse; 14 июня 1873 — 10 июня 1918) — ирландский пэр и офицер британской армии. Он носил титул учтивости — лорд Оксмантаун с 1873 по 1908 год.

## Происхождение и образование
Родился 14 июня 1873 года. Старший сын Лоуренса Парсонса, 4-го графа Росса (1840—1908), и достопочтенной Фрэнсис Кассандры Хоук-Харви (1851—1921).
Уильям Парсонс получил образование в Итонском колледже и в колледже Крайст-Черч в Оксфорде. Впоследствии он изучал сельское хозяйство в Дании .
Лорд Оксмантаун был зачислен в батальон ополчения Западно-Йоркширского полка в 1896 году и вскоре после этого получил чин лейтенанта. Он был назначен регулярным офицером Колдстримской гвардии в 1897 году, но переведен в ирландскую гвардию при её формировании в 1900 году. Он участвовал в Англо-бурской войне (1899—1900). В 1900 году он получил звание капитана, а в 1906 году ему был присвоен чин майора. В 1908 году Уильям Парсонс вышел в отставку с военной службы.

## Карьера
29 августа 1908 года после смерти своего отца Уильям Эдвард Парсонс унаследовал титулы 5-го графа Росса, 5-го барона Оксмантауна (графство Уэксфорд) и 8-го баронета Парсонса из замка Бирр.
С 1909 по 1918 год — лорд-лейтенант графства Кингс, в 1911—1918 года — ирландский пэр-представитель в Палате лордов Великобритании.
Он вернулся на военную службу во время Первой мировой войны, служа майором ирландской гвардии. Он был заместителем командира своего батальона в Фестюберте в мае 1915 года, когда был тяжело ранен в голову осколком снаряда.
Его вернули домой в замок Бирр, графство Оффали, где он умер 10 июня 1918 года в возрасте 44 лет. Он похоронен в семейном склепе на Старом кладбище Бирр.

## Брак и дети
19 октября 1905 года лорд Росс женился на Фрэнсис Лоис Листер-Кей (28 октября 1882—1984), дочери сэра Сесила Листера-Кея, 4-го баронета (1854—1931), и леди Беатрис Аделины Пелхэм-Клинтон. У лорда и леди Росс было трое детей:
- Лоуренс Майкл Харви Парсонс, 6-й граф Росс (28 сентября 1906 — 1 июля 1979), женился на Анне Мессель, дочери подполковника Леонарда Чарльза Рудольфа Месселя
- Леди Мэри Бриджит Парсонс (27 октября 1907 — 26 января 1972)
- Достопочтенный Десмонд Эдвард Парсонс (13 декабря 1910 — 4 июля 1937)

Его вдова в мае 1920 года вторично вышла замуж Иво Ричарда Веси, 5-го виконта де Вески (1881—1958).